# Ełaman Dogdurbek uułu
Ełaman Dogdurbek uułu (kirg. Эламан Догдурбек уулу; ur. 11 listopada 1993) – kirgiski zapaśnik walczący w stylu wolnym. Brązowy medalista mistrzostw świata w 2016 i igrzysk azjatyckich w 2014. Wicemistrz mistrzostw Azji w 2015. Trzeci na akademickich MŚ w 2016 roku.